# Campodorus dorsalis
Campodorus dorsalis är en stekelart som först beskrevs av Johann Ludwig Christian Gravenhorst 1829.  Campodorus dorsalis ingår i släktet Campodorus och familjen brokparasitsteklar. Arten är reproducerande i Sverige. Inga underarter finns listade.